# ドラキュリア
『ドラキュリア』 (Dracula 2000) は、2000年のアメリカ合衆国の映画。監督はパトリック・ルシエ、出演はジョニー・リー・ミラーとジェラルド・バトラーなど。日本では『DRACULEA』とも表記される。ホラーの古典であるブラム・ストーカーの『吸血鬼ドラキュラ』を大胆な発想で映画化した“新釈”ヴァンパイア・ムービーである。
続編として、『ドラキュリアII 鮮血の狩人』（2003年）と『ドラキュリアIII 鮮血の十字架』（2005年）が作られたが、両作品とも本国米国では劇場公開されず、オリジナルビデオでリリースされた。日本では2作目は2004年に劇場公開され、3作目は2006年にオリジナルビデオでリリースされた。

## ストーリー
ヴァン・ヘルシングと甥のサイモンが運営するロンドンの遺物館にある夜、マーカス率いる窃盗団が侵入、金庫の中にあった銀製の棺桶が盗まれた。
しかし、ヘルシングはこのことを警察に通報しないばかりか、サイモンにも行き先を告げずに一人で出かけてしまう。不審に思ったサイモンはヘルシングを尾行し、そのまま一緒にアメリカに降り立った。
実は窃盗団が盗んだ棺桶には、本物のドラキュリアが眠っていたのだ。そうとは知らない窃盗団は棺桶を開いてしまい、ドラキュリアを復活させてしまう。
一方、ニューオーリンズに住む少女マリーはマントの男が自分を呼ぶ悪夢に毎晩のように悩まされていた。マリーは、ヴァン・ヘルシングの娘であったこと、そしてドラキュリアの血が流れていたことから、狙われることとなった。
一方その頃窃盗団の奴らや、その窃盗団が操縦していた飛行機の墜落現場に来た女性リポーターが次々とドラキュリアに噛まれ、吸血鬼となっていく。そのことを察知したヘルシングやサイモンは、そいつらを殺そうと死体安置所へ出向く、そして死体袋から蘇った窃盗団たちを次々と殺していく。だが、サイモンが止めを刺せなかったことで、窃盗団の中の一人の女を警察へ引き渡してしまった。その後、警察たちを殺して逃げ出してきた女や、吸血鬼になったリポーターたちが反撃してくる。その中でドラキュリア自らヘルシングに復讐をし、彼は息絶えてしまう。そのことを知ったマリーやサイモンは、ヴァン・ヘルシングがいなくなった今、戦えるのは自分たちしかいないと思い、ドラキュリア達を殺そうと決意する。

## キャスト
ドラキュリア
演 - ジェラルド・バトラー、声 - 森田順平
吸血鬼。
マシュー・ヴァン・ヘルシング
演 - クリストファー・プラマー、声 - 三木敏彦
ロンドンのカーファックス遺物館を運営。
サイモン・シェパード
演 - ジョニー・リー・ミラー、声 - 神奈延年
マシューの甥。遺物館を共同運営。
マリー・ヘラー
演 - ジャスティン・ワデル、声 - 小林さやか
ニューオーリンズのレコード店の店員。
ルーシー・ウェスターマン
演 - コリーン・フィッツパトリック、声 - 田野聖子
マリーのルームメイト。
ソリーナ
演 - ジェニファー・エスポジート、声 - 本田貴子
遺物館の館員。窃盗団の仲間。
マーカス
演 - オマー・エップス、声 - 乃村健次
窃盗団のボス。
トリック
演 - ショーン・パトリック・トーマス
窃盗団のメンバー。警官になりすまして遺物館に押し入った黒人青年。
ナイトシェイド
演 - ダニー・マスターソン
窃盗団のメンバー。蘇ったドラキュリアの最初の生け贄。
エディ
演 - ロックリン・マンロー
窃盗団のメンバー。棺桶の盗難除けの細工で死ぬ。
ダックス
演 - ティグ・フォン、声 - 三宅健太
窃盗団のメンバー。棺桶の盗難除けの細工で死ぬ。
チャーリー
演 - トニー・マンチ
窃盗団のメンバー。飛行機を操縦。
ヴァレリー・シャープ
演 - ジェリー・ライアン
ニュース番組のレポーター。
J・T
演 - シェーン・ウェスト
ニュース番組のカメラマン。
デヴィッド神父
演 - ネイサン・フィリオン
マリーの友人。
ニュースキャスター
演 - トム・ケイン
ナザレのイエス
演 - デヴィッド・J・フランシス
その他の声の出演 - 百々麻子、内田夕夜、佐藤晴男、坂口賢一、石住昭彦、佐々木健、杉本ゆう

## 作品の評価
Rotten Tomatoesによれば、批評家の一致した見解は「この改作はドラキュラの起源にこれまでにない独自のスタイルを出そうとしている。残念ながら、この作品には観客がこれまでに見たことのないものは何もないが。」であり、69件の評論のうち高評価は17%にあたる12件のみで、平均点は10点満点中3.69点となっている。Metacriticによれば、14件の評論のうち、高評価はなく、賛否混在は7件、低評価は7件で、平均点は100点満点中26点となっている。